# Silvia Catalán
Silvia Catalán (Pamplona, Navarra) es una  fotógrafa española especializada en fotografía de fantasía o fine art. Ha realizado diversas exposiciones y retratado a  numerosas celebridades del  mundo del espectáculo.En 2023 recibió el premio de reconocimiento al trabajo autónomo en la categoría recreaciones artísticas, otorgado por el gobierno de Navarra.

## Desarrollo profesional
Empezó su profesión en el mundo del modelaje y la industria de la belleza. Su ocasión de comenzar como fotógrafa surgió al sustituir a un fotógrafo ausente en una sesión de fotografía con una modelo. Tras la sesión se compró su primera cámara y empezó a practicar de forma autodidacta tanto en la fotografía como en la edición.
Mediante su trabajo de edición desarrolla un mundo onírico y de fantasía. Tras la sesión de fotografía adapta las imágenes mediante el trabajo de edición a una idea creativa. Aporta el escenario, la vestimenta y los complementos que transformarán la fotografía original.
Entre sus creaciones están las fotografías fine art, que reflejan un mundo onírico y mágico, la fotografía de moda para catálogos, revistas y anuncios publicitarios, y la fotografía publicitaria creativa.
Entre sus trabajos creativos ha fotografiado a los cantantes Carlos Baute, Manu Tenorio, Carlos Escobedo y Razkin, al actor y humorista Alex O'Dogherty, las actrices Laura Galán, Mari Cielo Pajares y Nerea Garmendia, al presentador Julian Iantzi, al guitarrista Alfredo Piedrafita, al futbolista Raúl Navas, los periodistas Beatriz Solano, María Relaño, Miguel Temprano, Amaia Madinabeitia, y a Yohanna Alonso (campeona del mundo de artes marciales), entre otros.
Su trabajo fotográfico ha formado parte de diversas exposiciones y también ha colaborado con otros creativos y artistas. Ha expuesto sus fotografías en la  XXXI Muestra Internacional de Zarauz, en el Centro Cultural Tafalla Kulturgunea en 2023, y en el Ayuntamiento de Ujué con la muestra “Dark Romantic”. Ha publicado fotografía de portada en la revista “La Heavy” retratando al grupo Sôber, y en las revistas internacionales Eclair,  Fiji, y Fetén.Ha sido retratada en el libro “Antes de que llegaras” de Toni Sasal, y ha colaborado con la cantante mexicana Laura Arza y con la retratista francesa Aurelie Ferrara, además de ser la autora de la portada del disco de Sôber.
En 2023 recibió de la Comunidad Foral de Navarra el premio de reconocimiento al trabajo autónomo en la categoría recreaciones artísticas. 